# آویا بی‌اچ-۳
آویا بی‌اچ-۳ (به انگلیسی: Avia_BH-3) یک هواگرد از نوع جنگنده ساخت شرکت آویا است. هواگرد آویا بی‌اچ-۳ نخستین پروازش را در ۱۹۲۱ میلادی انجام داد. این هواگرد در سال ۱۹۲۳ میلادی رسماً معرفی گردید. در مجموع، تعداد ۱۴ فروند از این هواگرد ساخته شده‌است.
طراح این هواگرد، Pavel Beneš and Miroslav Hajn بود.